# Ettore Castiglioni
Ettore Castiglioni (* 18. August 1908 in Ruffrè; † 12. März 1944 am Fornopass) war ein italienischer Kletterer und Autor.

## Leben
Castiglioni entstammte einer wohlhabenden Mailänder Familie. Ende der 1920er begann er ein Jurastudium und schloss dieses mit der Promotion ab. Um 1942/1943 wurde er in die Armee eingezogen und bildete dort Alpini aus, zuerst in den Dolomiten, dann in Aosta. Nach dem Waffenstillstand vom 8. September 1943 richteten sich Castiglioni und ein Dutzend seiner Alpini-Schüler auf einer Alpe oberhalb von Ollomont ein und verhalfen hunderten Verfolgten zur Flucht in die Schweiz. Ab 1944 unterstützte er die antifaschistische Bewegung und überquerte dabei mehrmals die Grenze zur Schweiz illegal. Am 11. März 1944 wurde er bei so einem illegalen Grenzübertritt in Maloja mit einem falschen Pass kontrolliert und verhaftet. Am Folgetag floh er notdürftig bekleidet zurück nach Italien und starb kurz nach Überquerung der Grenze durch Erschöpfung während eines Schneesturms am Fornopass im obersten Valmalenco im Bergell.

## Bergsteiger
Als Elfjähriger bestieg er zusammen mit seinen Brüdern seine ersten Dolomitengipfel. Mit siebzehn begann er mit dem Klettern, als er die Sass-da-Mur-Nordwand erstieg. Zwischen 1923 und 1943 gelang ihm mit über 200 Erstbegehungen in den Dolomiten, besonders in der Pala-Gruppe, eine beeindruckende bergsteigerische Karriere. Um 1934 war häufig Bruno Detassis sein Seilpartner bei seinen Erstbegehungen. Er war als Bergsteiger ein ausgesprochener Ästhet, dem es gelang, den Berg über eine elegante Route zu besteigen. Daher sind seine Routen klassisch schöne Anstiege.
1936/37 nahm Castiglioni an einer italienischen Patagonien-Expedition teil, scheiterte allerdings bei dem Versuch, den Fiz Roy zu ersteigen.
Castiglioni war außerdem als Führerautor aktiv. 1927 erschien in der Rivista mensile des Club Alpino Italiano (CAI) sein erster Artikel, dem bald zahlreiche weitere folgten, auch in anderen alpinen Zeitschriften. 1935 erschien sein erster Kletterführer über die Pale di San Martino in der Reihe Guida dei Monti d’Italia.

## Erstbegehungen (Auszug)
| - Cimerlo-Ostwand - 1923: Pelmetto-Westwand, südliche Führe (IV) - 1926: Cima di Vezzana-Westwand (IV) - 1929: Torre Venezia-Westwand (IV) - 1930: Punta-Fiames, direkte Südkante (IV) - 1931: Croda dei Toni di Mezzo, Westkante (IV) - 1931: Sorapiss-Nordwestwand (IV) - 1933: Fanis-Turm-Südkante (V) - 1934: Sasso-d'Ortiga-Nordwand (V) - 1934: Cima d'Oltro-Nordwestkante (IV) | - 18. Juli 1934: Pala del Rifugio-Nordwestkante (V) - 22. Juli 1934: Cima-Wilma-Südwestkante (V) - Cima-Canali-Südwand - 1934: Campanile-Pradidali-Ostwand (IV) - 1934: Sass-Maor-Südostkante (VI) - Cima-di-Roda-Westwand - 1934: Cima-delle-Ziròccole-Südkante (IV) - 1934: Cima-del-Focobòn-Nordwand (VI) - 1934: Pala-di-San-Martino-Südostkante (V) - 1934: Cima d'Angheraz-Westwand (IV) | - Cima-Immink-Nordostwand - Cima-delle-Cornelle-Nordwand - Piz-Long-Nordwand - Torri del Cimerlo - 1934: Campanile d'Ostio (V) - Spiz del Lastia - 1935: Piz-Serauta-Ostgrat (II) - 1935: Gran Vernel, Westgrat (IV) - 1935: Cime-del-Marmor-Nordgrat (IV) - 1935: Kleine Fermeda, Nordwestwand (V) | - 10. Juli 1935: Neuner-Ostwand (IV+) - 26. September 1935: Piz-Ciavazes-Südwand (VI-) - 1936: Marmolada di Rocca, Südwand (VI) - 1941: Croda dei Toni Sud, Ostwand, rechter Teil (IV) - 1942: Croda dei Toni Sud, Ostwand, mittlerer Teil (IV) - 1942: Cima Witzenmann, Nordwand (III) - 1942: Torre-di-Brenta-Ostkante (V) - 1942: Marmolada d’Ombretta, Südwand (V) - 1942: Punta-Serauta-Südostwand (V) - 1942: Cime Ombretta, Ostgrat | - 1942: Sasso di Valfredda, Nordwand (I) - 1942: Croda dei Toni, Südostkante (III) - 1943: Piz Popena, gesamter Südgrat (IV) - 1943: Monte Giralba di Sotto, Südwestwand (III) |

## Publikationen (Auswahl)
Castiglioni schrieb zahlreiche alpine Gebietsführer:
- Pale di S. Martino, Gruppo dei Feruc, Alpi Feltrine. (=Guida dei Monti d’Italia). Club Alpino Italiano, Mailand 1935.
- Odle, Sella, Marmolada. (=Guida dei Monti d’Italia). Club Alpino Italiano, Mailand 1937.
- Guida sciistica delle Dolomiti. Edizioni Montes, Turin 1942.
- Dolomiti di Brenta. (=Guida dei Monti d’Italia). Club Alpino Italiano, Mailand 1949.
- Alpi Carniche. (=Guida dei Monti d’Italia). Club Alpino Italiano, Mailand 1954.
- Il giorno delle Mèsules, Vivalda, 1993, ISBN 88-7808-105-1.

## Ehrungen
1936 wurde Castiglioni bereits zu Lebzeiten mit der Goldmedaille für alpinistische Leistungen geehrt.
1956 wurde an der Kirche von Chiareggio eine Gedenktafel für Castiglioni enthüllt.
Zu Ehren von Ettore Castiglioni wurden benannt.
- Via Ferrata Castiglioni: Klettersteig in der Brentagruppe
- Biwakschachtel Ettore Castiglioni am Crozzon di Brenta
- Rifugio Ettore Castiglioni, Schutzhütte in der Marmolatagruppe